# يان بريسي إتيكي
يان بريسي إتيكي (بالفرنسية: Yan Brice Eteki)‏ (26 أغسطس 1997 بياوندي في الكاميرون - ) هو لاعب كرة قدم كاميروني في مركز الوسط. لعب مع أولمبيك ليون.

## روابط خارجية
- يان بريسي إتيكي على موقع الاتحاد الأوربي (الإنجليزية)
- يان بريسي إتيكي على موقع قاعدة بيانات كرة القدم.إي يو (الإنجليزية)
- يان بريسي إتيكي على موقع ليكيب (الفرنسية)
- يان بريسي إتيكي على موقع Soccerway.com (الإنجليزية)
- يان بريسي إتيكي على موقع AS.com (الإسبانية)